# Colònia Güell
La Colònia Güell és una antiga colònia industrial de Santa Coloma de Cervelló (Baix Llobregat), declarada bé cultural d'interès nacional. Destaca per la qualitat arquitectònica i per ser moguda exclusivament per l'energia del vapor en els seus orígens, en comparació amb les altres del Llobregat, mogudes per l'energia hidràulica. Antoni Gaudí hi va projectar l'església, de la que només es va arribar a construir la cripta, declarada Patrimoni Mundial per la UNESCO l'any 2005.

## Història i descripció
El 1862, l'industrial tèxtil Joan Güell i Ferrer, fundador del Vapor Vell de Sants, va adquirir la finca de Can Soler de la Torre a Santa Coloma de Cervelló. per 32.900 duros. El 1890, el seu fill Eusebi Güell i Bacigalupi i el seu soci Ferran Alsina hi decidiren traslladar la producció de panes i velluts per a posar els treballadors en un ambient més rural i evitar les tensions socials que es vivien a Barcelona. Això va passar al mateix temps que el papa Lleó XIII publicava l'encíclica Rerum novarum (1891). En aquest text, es constata que l'Església veia el món obrer amenaçat pel socialisme i l'anarquisme, que defensaven l'ateisme. Per això, la nova colònia tindria tots els serveis que creien que els obrers necessitaven per a la vivència cristiana: hospital, fonda, escola, comerços, teatre, cooperativa i capella. La producció hi va començar el 1891.
Eusebi Güell encarregà el projecte a Gaudí. Per a la planimetria del conjunt, que tenia una superfície d'unes 160 hectàrees, comptà amb la col·laboració dels seus ajudants Francesc Berenguer i Mestres, Joan Rubió i Bellver i Josep Canaleta. Gaudí s'encarregà personalment de l'església, de la qual tan sols es construí la cripta, ja que a la mort d'Eusebi Güell el 1918, els seus fills abandonaren el projecte.
La resta d'edificacions van anar a càrrec dels col·laboradors de Gaudí: Francesc Berenguer, que construí la cooperativa (amb Joan Rubió, 1900) i l'escola (amb el seu fill Francesc Berenguer i Bellvehí 1911-1916); Joan Rubió i Bellver, que hi construí diverses cases particulars, com Ca l'Ordal (1894) i Ca l'Espinal (1900); Francesc Berenguer i Bellvehí construí, així mateix, el centre cultural Sant Lluís (1915-1917) i la casa parroquial (1917).
Durant la Guerra Civil, la Colònia fou col·lectivitzada, i el 1943 fou venuda a Tèxtils Bertrand Serra SA. La crisi del sector va fer que tanqués el 1973, i des d'aleshores, les naus són llogades a petites indústries i tallers diversos.

## Galeria d'imatges

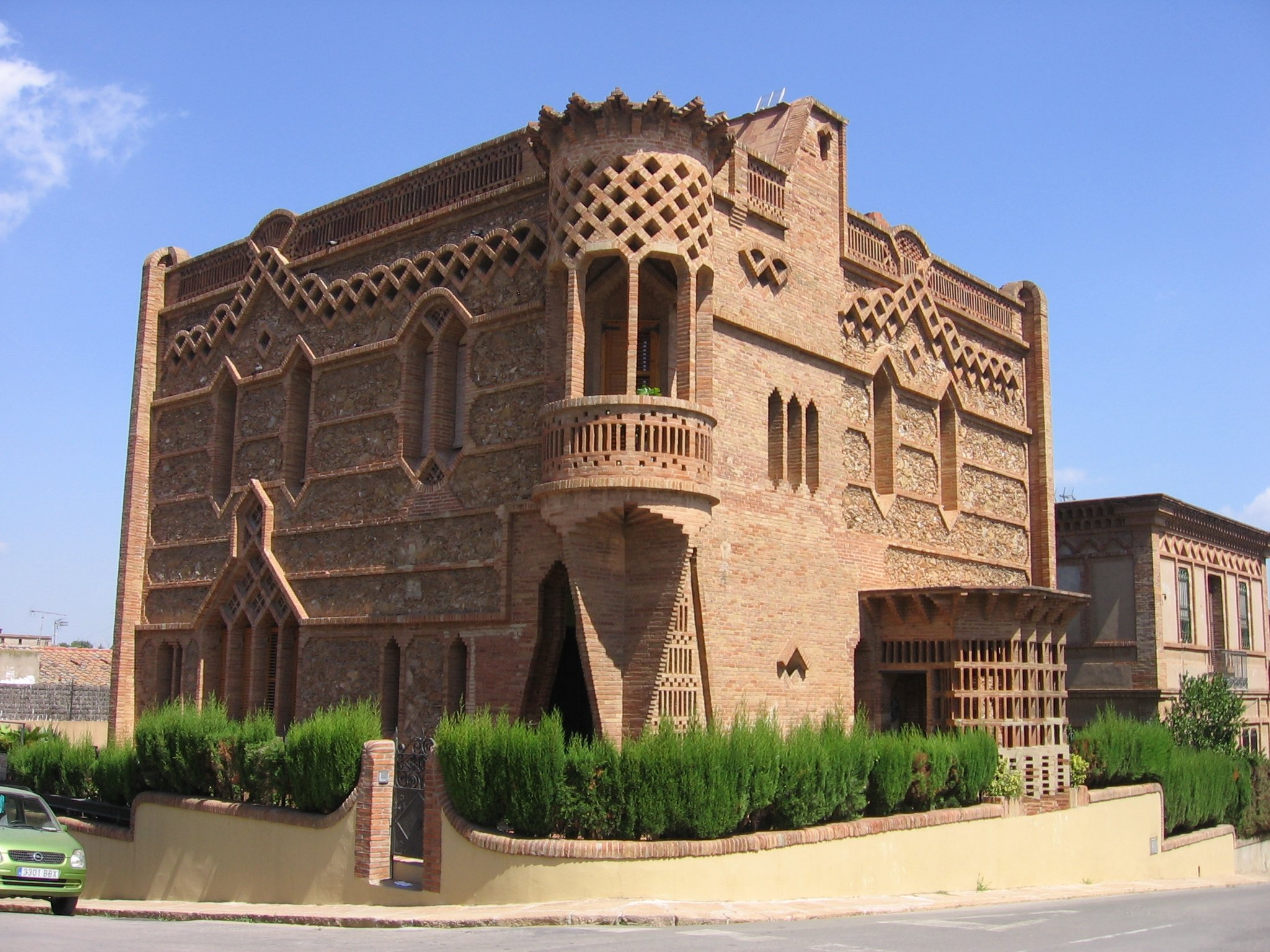
Ca l'Espinal, de Joan Rubió (1900)
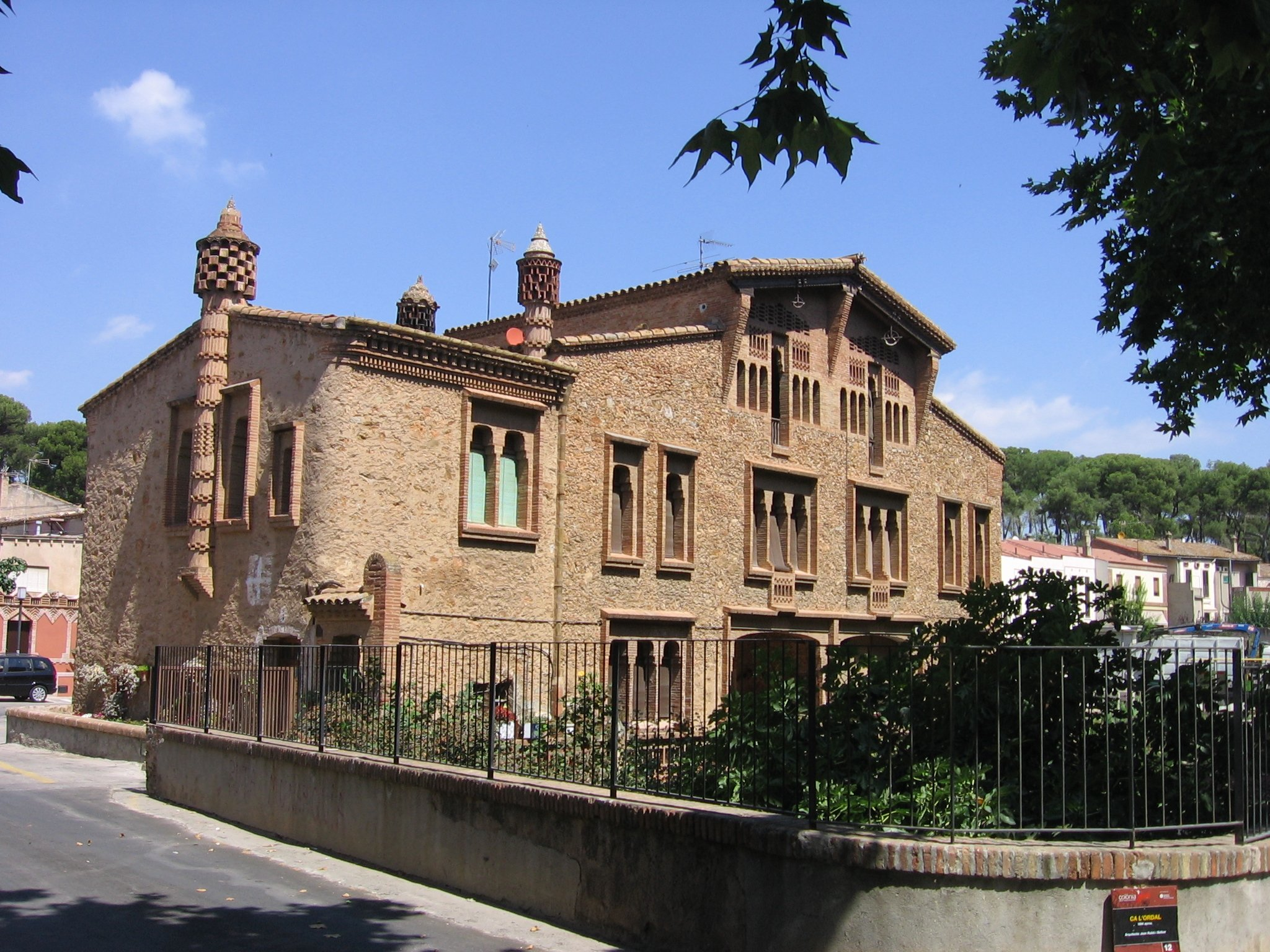
Ca l'Ordal, de Joan Rubió (1894)
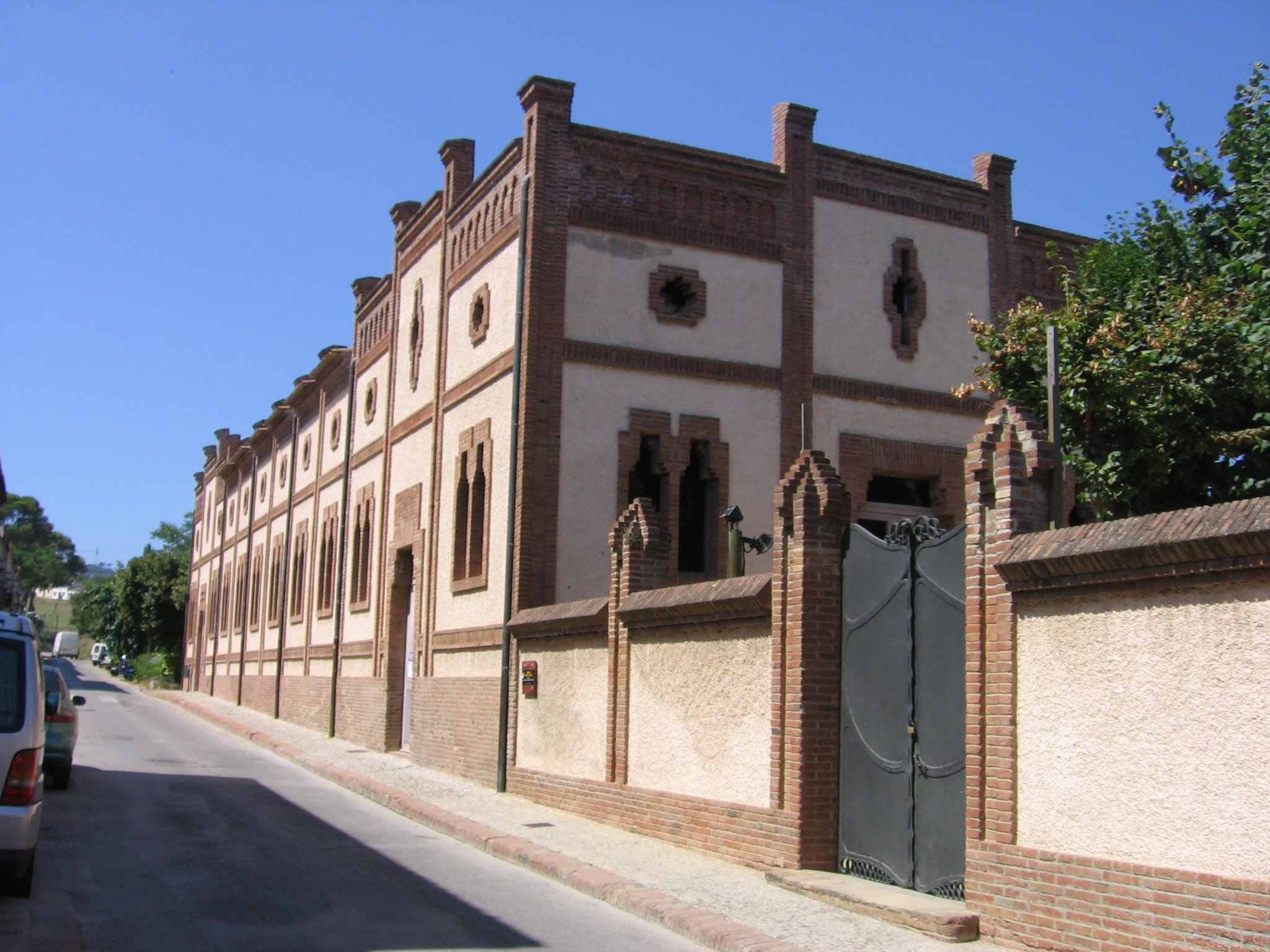
Centre Cultural Sant Lluís, de Francesc Berenguer i Bellvehí (1915-1917)
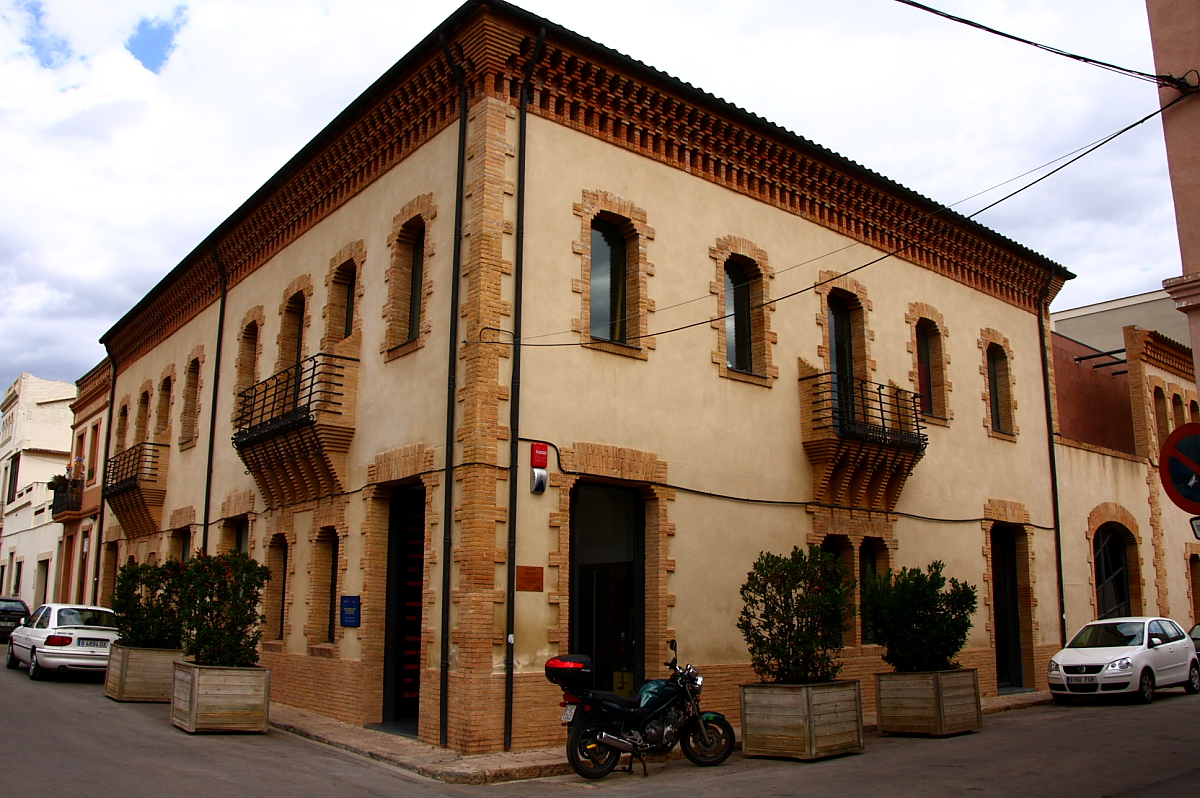
Cooperativa, de Joan Rubió i Francesc Berenguer i Mestres (1900)
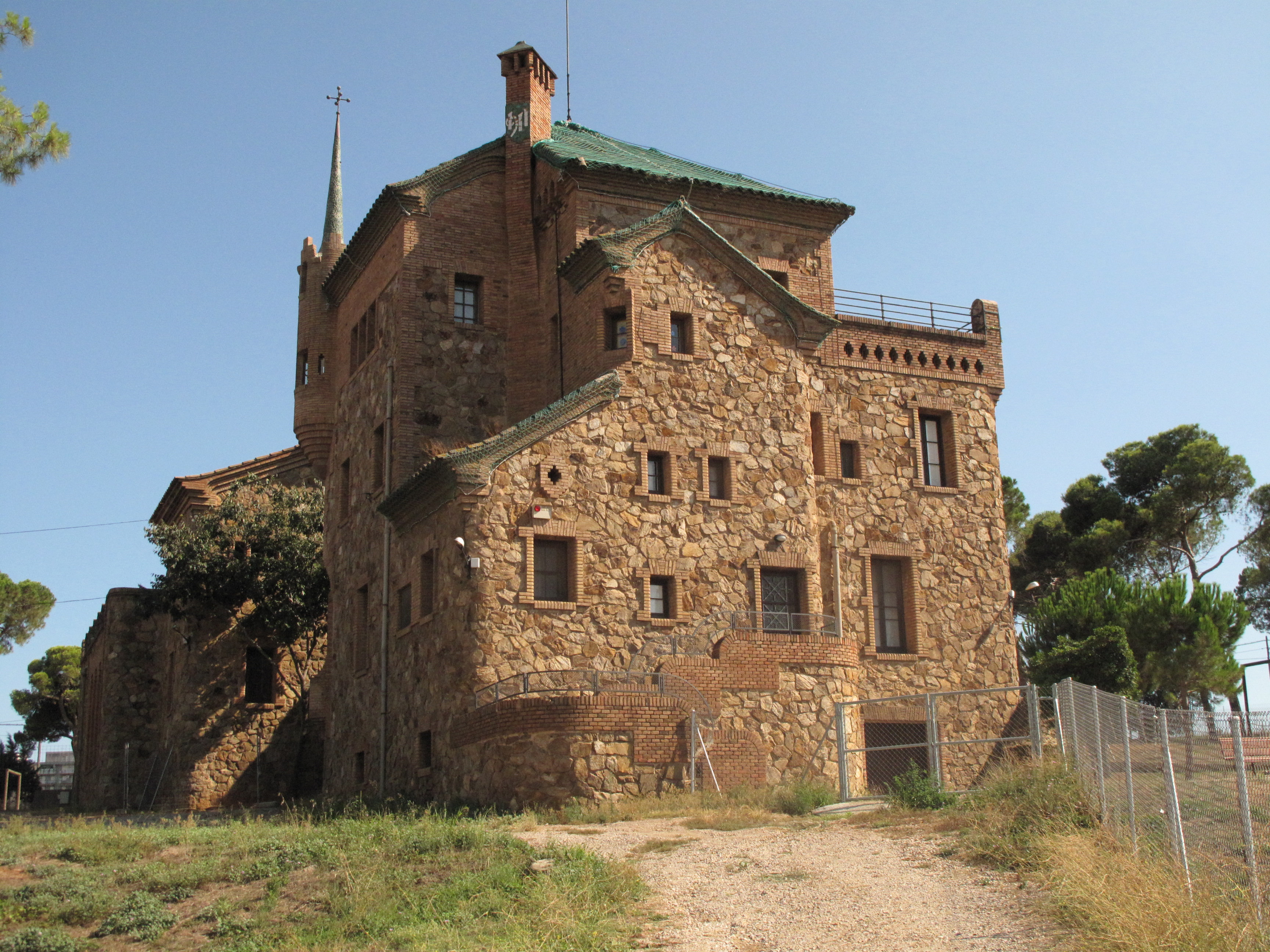
Casa del mestre, de Francesc Berenguer i Mestres i Francesc Berenguer i Bellvehí (1916)
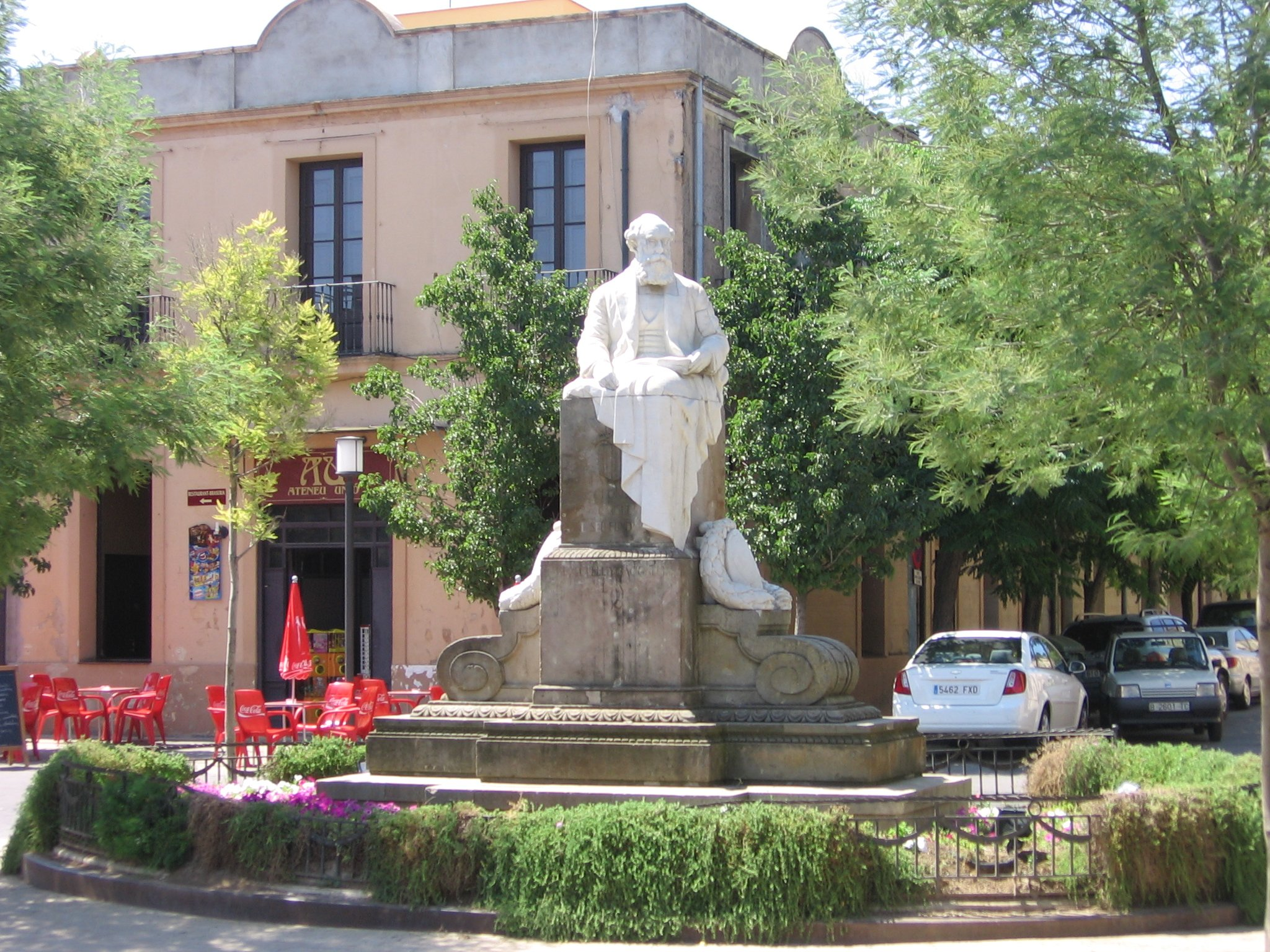
Monument a Eusebi Güell i Bacigalupi
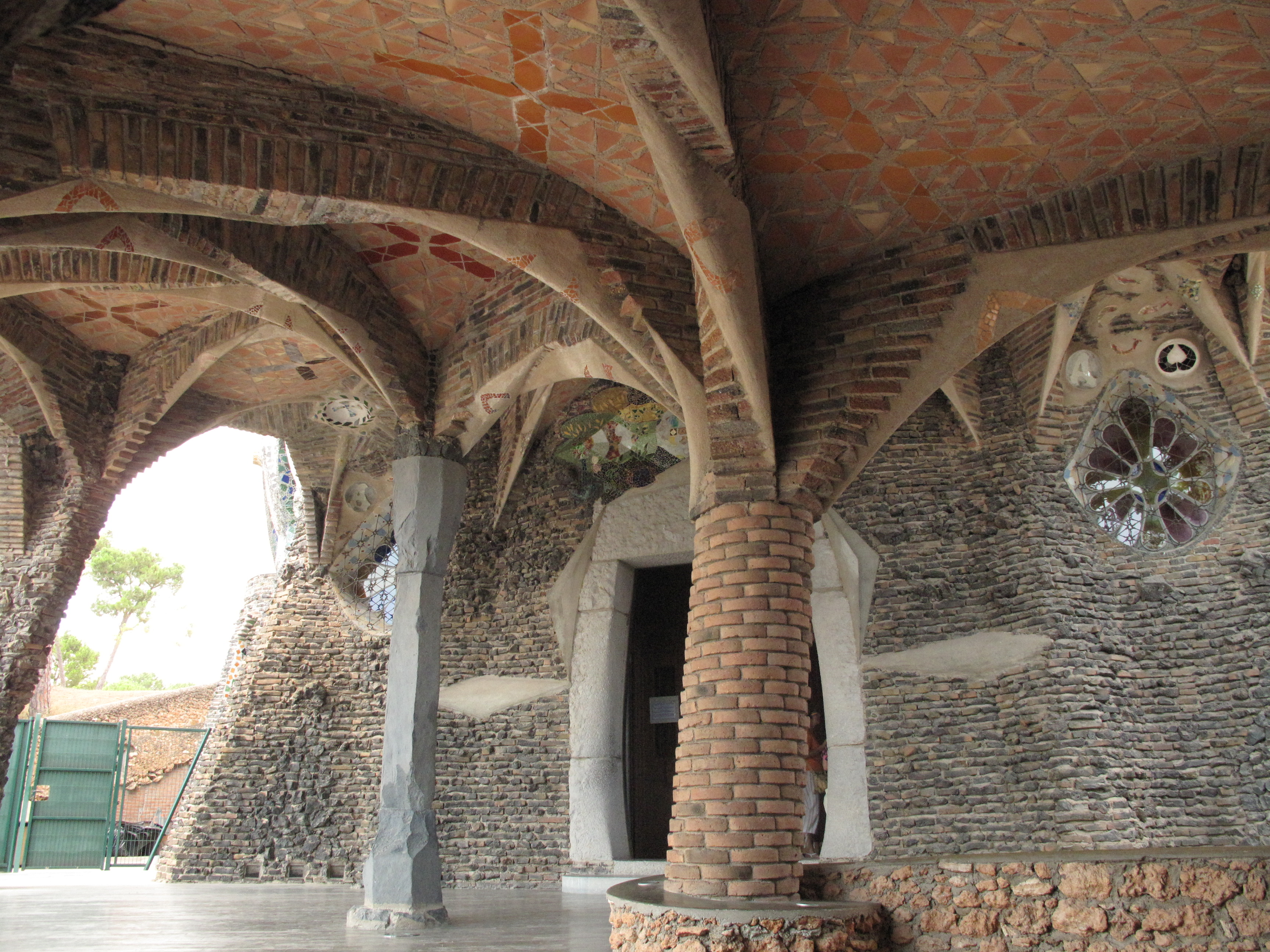
Detall de la cripta del que havia de ser l'església de la Colònia Güell, d'Antoni Gaudí